# Melchsee-Frutt
Melchsee-Frutt (toponimo tedesco; già Frutt, Melchsee o Wildi) è una stazione sciistica e una frazione del comune svizzero di Kerns, nel Canton Obvaldo.

## Geografia fisica
Melchsee-Frutt sorge su un altopiano che si estende tra i 1 850 e i 2 100 m s.l.m. ed è un insediamento sparso di alpeggi (tra i qualei Aa, Melchsee e Tannen), chalet e rifugi concentrati sulla sponda sinistra del lago di Melch, formato dall'omonima diga. L'altopiano di Melchsee-Frutt si apre a nord nella valle Melchtal.

## Storia
Lo sviluppo della località è legato a quello del turismo: estivo a partire dagli anni 1860, invernale (stazione sciistica) con l'inaugurazione della prima funivia nel 1937.

## Sport
La località ha ospitato numerose tappe della Coppa del Mondo di telemark e della Coppa Europa di sci alpino.